# Olympische Sommerspiele 1952/Teilnehmer (Norwegen)
| Gelbes Symbol für Goldmedaillen mit stilisierten Olympischen Ringen | Graues Symbol für Silbermedaillen mit stilisierten Olympischen Ringen | Braundes Symbol für Bronzemedaillen mit stilisierten Olympischen Ringen |
| ------------------------------------------------------------------- | --------------------------------------------------------------------- | ----------------------------------------------------------------------- |
| 3                                                                   | 2                                                                     | —                                                                       |

Norwegen nahm an den Olympischen Sommerspielen 1952 in der finnischen Hauptstadt Helsinki mit 102 Sportlern, 6 Frauen und 96 Männern, an 72 Wettkämpfen in 14 Sportarten teil.
Seit 1900 war es die zehnte Teilnahme eines norwegischen Teams an Olympischen Sommerspielen.
Jüngster Athlet war der 16-jährige Ruderer Leif Andersen, ältester Athlet der 54-jährige Reiter Bjart Ording.

## Flaggenträger
Der Leichtathlet Martin Stokken trug die Flagge Norwegens während der Eröffnungsfeier im Olympiastadion.

## Medaillengewinner
Mit fünf gewonnenen Gold- und zwei Silbermedaillen belegte das norwegische Team Platz 10 im Medaillenspiegel.

### Gold
| Datum    | Name/n                                       | Sportart | Wettkampf                                 |
| -------- | -------------------------------------------- | -------- | ----------------------------------------- |
| 28. Juli | Håkon Barfod, Sigve Lie und Thor Thorvaldsen | Segeln   | Drachen                                   |
| 29. Juli | Erling Kongshaug                             | Schießen | Kleinkaliber Dreistellungskampf           |
| 29. Juli | John Larsen                                  | Schießen | Laufender Hirsch Einzel- und Doppelschuss |

### Silber
| Datum    | Name/n                                                                   | Sportart | Wettkampf      |
| -------- | ------------------------------------------------------------------------ | -------- | -------------- |
| 28. Juli | Børre Falkum-Hansen, Peder Lunde senior und Vibeke Lunde                 | Segeln   | 5,5-m-R-Klasse |
| 28. Juli | Tor Arneberg, Finn Ferner, Johan Ferner, Erik Heiberg und Carl Mortensen | Segeln   | 6-m-R-Klasse   |

## Teilnehmer nach Sportarten

### Boxen
Fliegengewicht (bis 51 kg)
- Torbjørn Clausen
Runde 1: 2:1-Punktsieg gegen Kjeld Steen aus Dänemark
Runde 2: Freilos
Viertelfinale: Niederlage gegen Edgar Basel aus Deutschland durch technischen K. o. in der dritten Runde

Halbweltergewicht (bis 63,5 kg)
- Leif Hansen
Runde 1: Niederlage gegen Chuck Adkins aus den USA durch technischen K. o. in der dritten Runde

Halbmittelgewicht (bis 71 kg)
- John Tandrevold
Runde 1: Freilos
Runde 2: Niederlage gegen Guido Mazzinghi aus Italien durch K. o. in der ersten Runde

Halbschwergewicht ´(bis 81 kg)
- Bjarne Lingås
Runde 1: Freilos
Runde 2: 1:2-Punktniederlage gegen Lucio Grotone aus Brasilien

### Fechten
Florett Einzel
- Leif Klette
Vorrunde: in Gruppe 5 (Rang 1) mit fünf gewonnenen und zwei verlorenen Duellen für die Viertelfinalkämpfe qualifiziert
Viertelfinale: in Gruppe 5 (Rang 6) mit einem gewonnenen und fünf verlorenen Duellen nicht für die Halbfinalkämpfe qualifiziert

Degen Einzel
- Alfred Eriksen
Runde 1: in Gruppe 1 (Rang 5) mit zwei gewonnenen und vier verlorenen Duellen nicht für die Viertelfinalkämpfe qualifiziert

- Egill Knutzen
Runde 1: in Gruppe 8 (Rang 2) mit vier gewonnenen und drei verlorenen Duellen für die Viertelfinalkämpfe qualifiziert
Viertelfinale: in Gruppe 5 (Rang 7) mit zwei gewonnenen und fünf verlorenen Duellen nicht für die Halbfinalkämpfe qualifiziert

- Johan von Koss
Runde 1: in Gruppe 5 (Rang 3) mit vier gewonnenen und drei verlorenen Duellen für das Viertelfinale qualifiziert
Viertelfinale: in Gruppe 3 (Rang 6) mit zwei gewonnenen und fünf verlorenen Duellen nicht für die Halbfinalkämpfe qualifiziert

Degen Mannschaft
- Alfred Eriksen, Sverre Gillebo, Egill Knutzen und Johan von Koss
Runde 1: in Gruppe 6 mit einem Sieg für die Viertelfinalkämpfe qualifiziert
8:6-Sieg gegen  Ägypten / Egill Knutzen (3), Alfred Eriksen (2), Johan von Koss (2), Sverre Gillebo (1)
Viertelfinale: in Gruppe 2 mit zwei Niederlagen nicht für die Halbfinalkämpfe qualifiziert
3:8-Niederlage gegen die  Schweiz / Alfred Eriksen (3)
3:12-Niederlage gegen  Italien / Egill Knutzen (1), Johan von Koss (1), Sverre Gillebo (1)

Säbel Einzel
- Alfred Eriksen
Runde 1: in Gruppe 5 (Rang 6) mit zwei gewonnenen und vier verlorenen Duellen nicht für die Viertelfinalkämpfe qualifiziert

### Fußball
- Tom Blohm, Harry Boye Karlsen, Gunnar Dahlen, Erik Holmberg, Ragnar Hvidsten, Henry Johannessen, Thorleif Olsen, Odd Wang Sørensen, Bjørn Spydevold, Thorbjørn Svenssen und Gunnar Thoresen
Achtelfinale am 21. Juli in Tampere vor 4072 Zuschauern: 1:4 (0:2)-Niederlage gegen  Schweden
Torschütze: Odd Wang Sørensen, 1:3, 83. Minute

### Gewichtheben
Leichtgewicht (bis 67,5 kg)
- Bjørn Heyn
Finale: 300,0 kg, Rang 19
Militärpresse: 95,0 kg, Rang 11
Reißen: 90,0 kg, Rang 22
Stoßen: 115,0 kg, Rang 20

Mittelgewicht (bis 75 kg)
- Thor Olsen
Finale: 325,0 kg, Rang 16
Militärpresse: 100,0 kg, Rang 13
Reißen: 100,0 kg, Rang 15
Stoßen: 125,0 kg, Rang 19

Mittelschwergewicht (bis 90 kg)
- Jørgen Barth-Jørgensen
Finale: 355,0 kg, Rang 13
Militärpresse: 100,0 kg, Rang 17
Reißen: 112,5 kg, Rang 8
Stoßen: 142,5 kg, Rang 12

### Kanu
Einer-Kajak 1000 m
- Per Johnsen
Vorläufe: in Lauf 2 (Rang 5) mit 4:25,2 min nicht für das Finale qualifiziert

Einer-Kajak 10.000 m
- Hans Martin Gulbrandsen
Finale: 48:12,9 min (+ 50,1 s), Rang 5

Zweier-Kajak 1000 m
- Ivar Mathisen und Knut Østby
Vorläufe: in Lauf 2 (Rang 3) mit 3:58,2 min für das Finale qualifiziert
Finale: 3:54,7 min (+ 3,6 s), Rang 5

Zweier-Kajak 10.000 m
- Ivar Mathisen und Knut Østby
Finale: 45:04,7 min (+ 43,4 s), Rang 5

### Leichtathletik

#### Männer
800 m
- Audun Boysen
Vorläufe: in Lauf 7 (Rang 1) mit 1:53,2 min (handgestoppt) für die Halbfinalläufe qualifiziert
Halbfinale: in Lauf 1 (Rang 4) mit 1:50,4 min (handgestoppt) bzw. 1:50,57 min (elektronisch) nicht für das Finale qualifiziert

1500 m
- Audun Boysen
Vorläufe: in Lauf 6 (Rang 3) mit 3:55,0 min (handgestoppt) bzw. 3:55,15 min (elektronisch) für die Halbfinalläufe qualifiziert
Halbfinale: in Lauf 1 (Rang 6) mit 3:51,0 min (handgestoppt) bzw. 3:51,33 min (elektronisch) für Finale qualifiziert
Finale: 3:51,4 min (handgestoppt) bzw. 3:51,75 min (elektronisch), Rang 11

5000 m
- Øistein Saksvik
Vorläufe: in Lauf 1 (Rang 9) mit 14:55,4 min nicht für das Finale qualifiziert

- Martin Stokken
Vorläufe: in Lauf 3 (Rang 7) mit 14:39,0 min nicht für das Finale qualifiziert

10.000 m
- Martin Stokken
Finale: 30:22,2 min (+ 1:05,2 min), Rang 10

Marathon
- Jakob Kjersem
2:36:14,0 H, Rang 24

- Viktor Olsen
2:33:58,4 H, Rang 16

- John Systad
2:41:29,8 H, Rang 34

10.000 m Gehen
- Kaare Hammer
Vorrunde: in Vorrunde 1 (Rang 8) mit 49:08:4 min nicht für das Finale qualifiziert

- Ragnar Olsen
Vorrunde: in Vorrunde 2 (Rang 8) mit 49:03,8 min nicht für das Finale qualifiziert

50 km Gehen
- Edgar Bruun
4:52:48,4 H, Rang 17

- Gerhard Winther
5:11:40,2 H, Rang 27

Hochsprung
- Bjørn Gundersen
Qualifikation, Gruppe A: 1,87 m, Rang 3, für das Finale qualifiziert
1,80 m: gültig, ohne Fehlversuch
1,84 m: ausgelassen
1,87 m: gültig, ohne Fehlversuch
Finale: 1,90 m, Rang 8
1,70 m: ausgelassen
1,80 m: ausgelassen
1,90 m: gültig, ohne Fehlversuch
1,95 m: ungültig, drei Fehlversuche

- Birger Leirud
Qualifikation, Gruppe B: 1,87 m, Rang 11, für das Finale qualifiziert
1,80 m: gültig, ein Fehlversuch
1,84 m: gültig, ein Fehlversuch
1,87 m: gültig, ohne Fehlversuch
Finale: 1,90 m, Rang 17
1:70 m: ausgelassen
1:80 m: ausgelassen
1:90 m: gültig, zwei Fehlversuche
1:95 m: ungültig, drei Fehlversuche

Stabhochsprung
- Erling Kaas
Qualifikation, Gruppe B: 4,00 m, Rang 8, für das Finale qualifiziert
3:60 m: gültig, ein Fehlversuch
3:80 m: gültig, ohne Fehlversuch
3:90 m: gültig, ohne Fehlversuch
4:00 m: gültig, ohne Fehlversuch
Finale: 3,80 Meter, Rang 16
3:60 m: ausgelassen
3:80 m: gültig, ohne Fehlversuch
3:95 m: ungültig, drei Fehlversuche

Dreisprung
- Rune Nilsen
Qualifikation, Gruppe B: 14,65 m, Rang 4, für das Finale qualifiziert
1. Sprung: 14,65 m
2. Sprung: ausgelassen
3. Sprung: ausgelassen
Finale: 15,13 m, Rang 5
1. Sprung: 15,13 m
2. Sprung: 14,21 m
3. Sprung: ungültig, für das Finale der besten sechs Athleten qualifiziert
4. Sprung: 14,70 m
5. Sprung: ungültig
6. Sprung: ungültig

Kugelstoßen
- Per Stavem
Qualifikation: 15,12 m, Rang 8, für das Finale qualifiziert
1. Stoß: 14,45 m
2. Stoß: 14,54 m
3. Stoß: 15,12 m
Finale: 16,02 m, Rang 8
1. Stoß: 15,14 m
2. Stoß: 16,02 m
3. Stoß: 15,31 m, nicht für das Finale der besten sechs Athleten qualifiziert

Diskuswurf
- Kristian Johansen
Qualifikation, Gruppe A: 43,46 m, Rang 12, nicht für das Finale qualifiziert
1. Wurf: 41,76 m
2. Wurf: 43,46 m
3. Wurf: ungültig

- Stein Johnson
Qualifikation, Gruppe A: 45,19 m, Rang 8, nicht für das Finale qualifiziert
1. Wurf: 40,36 m
2. Wurf: 45,11 m
3. Wurf: 45,19 m

- Per Stavem
Qualifikation, Gruppe B: 46,74 m, Rang 3, für das Finale qualifiziert
1. Wurf: 46,74 m
2. Wurf: ausgelassen
3. Wurf: ausgelassen
Finale: 46,00 m, Rang 16
1. Wurf: 39,78 m
2. Wurf: ausgelassen
3. Wurf: 46,00 m, nicht für das Finale der besten sechs Athleten qualifiziert

Hammerwurf
- Sverre Strandli
Qualifikation, Gruppe B: 54,96 m, Rang 2, für das Finale qualifiziert
1. Wurf: 54,96 m
2. Wurf: ausgelassen
3. Wurf: ausgelassen
Finale: 56,36 m, Rang 7
1. Wurf: 56,36 m
2. Wurf: 53,77 m
3. Wurf: 55,07 m, nicht für das Finale der besten sechs Werfer qualifiziert

#### Frauen
100 m
- Jorun Askersrud-Tangen
Vorläufe: in Lauf 6 (Rang 4) mit 13,0 s (handgestoppt) bzw. 13,18 s (elektronisch) nicht für die Viertelfinalläufe qualifiziert

80 m Hürden
- Jorun Askersrud-Tangen
Vorläufe: in Lauf 1 (Rang 5) mit 12,2 s (handgestoppt) bzw. 12,51 s (elektronisch) nicht für die Halbfinalläufe qualifiziert

### Radsport
Straßenrennen (190,4 km), Einzelwertung
- Odd Berg
5:17:30,2 H (+ 11:26,6 min), Rang 24

- Lorang Christiansen
5:20:01,3 H (+ 13:57,7 min), Rang 28

- Erling Kristiansen
5:17:30,2 H (+ 11:26,6 min), Rang 25

Straßenrennen (190,4 km), Mannschaftswertung
- Odd Berg, Lorang Christiansen und Erling Kristiansen
15:55:01,7 H (+ 34:15,1 min), Rang 10

### Reiten
Dressur Einzel
- Else Christophersen auf Diva
Finale: 459,00 Punkte, Rang 15

Springreiten Einzel
- Bjart Ording auf Fram
Finale: 27,00 Fehlerpunkte, Rang 29
1. Durchgang: 4,00 Fehlerpunkte, Rang 2
2. Durchgang: 23,00 Fehlerpunkte, Rang 44

### Ringen
Freistil
Leichtgewicht (bis 67 kg)
- Bjørn Larsson
Runde 1: 0:3-Niederlage gegen Takeo Shimotori aus Japan
Runde 2: Schulterniederlage gegen Jan Cools aus Belgien

Griechisch-römischer Stil
Fliegengewicht (bis 52 kg)
- Frithjof Clausen
Runde 1: Schulterniederlage gegen Mahmoud Omar Fawzy aus Ägypten

Bantamgewicht (bis 57 kg)
- Reidar Merli
Runde 1: 3:0-Sieg gegen Sotirios Panagiotopoulos aus Griechenland
Runde 2: Freilos
Runde 3: 3:0-Sieg gegen Ferdinand Schmitz aus Deutschland
Runde 4: 0:3-Niederlage gegen Imre Hódos aus Ungarn
Rang 5

Federgewicht (bis 62 kg)
- Dagfin Huseby
Runde 1: 1:2-Niederlage gegen Umberto Trippa aus Italien
Runde 2: 0:3-Niederlage gegen Erkki Talosela aus Finnland

Leichtgewicht (bis 67 kg)
- Aage Eriksen
Runde 1: Schulterniederlage gegen Dumitru Cuc aus Rumänien
Runde 2: Schulterniederlage gegen Shazam Safin aus der Sowjetunion

Weltergewicht (bis 73 kg)
- Håkon Olsen
Runde 1: Schulterniederlage gegen Miklós Szilvási aus Ungarn
Runde 2: Niederlage gegen Gösta Andersson aus Schweden, Schultersieg des Gegners

Mittelgewicht (bis 79 kg)
- Lars Bilet
Runde 1: 0:3-Niederlage gegen Gyula Németi aus Ungarn
Runde 2: Niederlage gegen Ali Özdemir aus der Türkei

### Rudern
Vierer ohne Steuermann
- Harald Kråkenes, Sverre Kråkenes, Thorstein Kråkenes und Kristoffer Lepsøe
Vorläufe: in Lauf 3 (Rang 2) mit 6:42,4 min für die Halbfinalläufe qualifiziert
Halbfinale: in Lauf 1 (Rang 2) mit 7:01,0 min nicht direkt für das Finale qualifiziert
Halbfinale, Hoffnungsläufe: in Lauf 1 (Rang 3) mit 6:48,4 min nicht für das Finale qualifiziert

Vierer mit Steuermann
- Leif Andersen, Bjørn Christoffersen, Wilhelm Hayden, Arnfinn Larsen und Thor Nilsen
Vorläufe: in Lauf 3 (Rang 2) mit 7:21,6 min für die Halbfinalläufe qualifiziert
Halbfinale: in Lauf 1 (Rang 3) mit 7:12,6 min nicht direkt für das Finale qualifiziert
Halbfinale, Hoffnungsläufe: in Lauf 3 (Rang 2) mit 7:06,6 min nicht für das Finale qualifiziert

### Schießen
Kleinkaliber Dreistellungskampf
- Mauritz Amundsen
Finale: 1156 Ringe, 34 Volltreffer, Rang 11
kniend: 387 Ringe, Rang 9
liegend: 394 Ringe, Rang 22
stehend: 375 Ringe, Rang 8

- Erling Kongshaug
Finale: 1164 Ringe, 53 Volltreffer, Rang 1 
kniend: 387 Ringe, Rang 7
liegend: 397 Ringe, Rang 11
stehend: 380 Ringe, Rang 2

Kleinkaliber liegend
- Mauritz Amundsen
Finale: 394 Ringe, 17 Volltreffer, Rang 32
1. Runde: 098 Ringe, Rang 31
2. Runde: 100 Ringe, Rang 12
3. Runde: 099 Ringe, Rang 19
4. Runde: 097 Ringe, Rang 41

- Erling Kongshaug
Finale: 397 Ringe, 23 Volltreffer, Rang 14
1. Runde: 097 Ringe, Rang 35
2. Runde: 100 Ringe, Rang 1
3. Runde: 100 Ringe, Rang 1
4. Runde: 100 Ringe, Rang 1

Freie Scheibenpistole
- Rolf Klementsen
Finale: 518 Ringe, Rang 25
1. Runde: 82 Ringe, Rang 42
2. Runde: 83 Ringe, Rang 37
3. Runde: 89 Ringe, Rang 15
4. Runde: 88 Ringe, Rang 11
5. Runde: 85 Ringe, Rang 34
6. Runde: 91 Ringe, Rang 12

- Gunnar Svendsen
Finale: 523 Ringe, Rang 17
1. Runde: 90 Ringe, Rang 08
2. Runde: 82 Ringe, Rang 41
3. Runde: 86 Ringe, Rang 27
4. Runde: 84 Ringe, Rang 34
5. Runde: 89 Ringe, Rang 17
6. Runde: 92 Ringe, Rang 09

Freies Gewehr Dreistellungskampf
- Mauritz Amundsen
Finale: 1057 Ringe, Rang 17
kniend: 355 Ringe, Rang 17
liegend: 372 Ringe, Rang 19
stehend: 330 Ringe, Rang 16

- Erling Kongshaug
Finale: 1077 Ringe, Rang 11
kniend: 358 Ringe, Rang 16
liegend: 377 Ringe, Rang 13
stehend: 342 Ringe, Rang 12

Schnellfeuerpistole
- Oddvar Wenner Nilssen
Finale: 546 Ringe, 59 Treffer, Rang 37
1. Runde: 270 Ringe, 29 Treffer, Rang 37
2. Runde: 276 Ringe, 30 Treffer, Rang 26

- Gunnar Svendsen
Finale: 543 Ringe, 60 Treffer, Rang 30
1. Runde: 276 Ringe, 30 Treffer, Rang 29
2. Runde: 267 Ringe, 30 Treffer, Rang 43

Tontaubenschießen
- Hans Aasnæs
Finale: 185 Punkte, Rang 11
1. Runde: 96 Punkte, Rang zwei
2. Runde: 89 Punkte, Rang 24

- Svein Helling
Finale: 148 Punkte, Rang 37
1. Runde: 92 Punkte, Rang 12
2. Runde: 56 Punkte, Rang 39

Laufender Hirsch Einzel- und Doppelschuss
- Rolf Bergersen
Finale: 399 Ringe, Rang 4
1. Runde: 196 Ringe, Rang 5
2. Runde: 203 Ringe, Rang 5

- John Larsen
Finale: 413 Ringe, Rang 1 
1. Runde: 198 Ringe, Rang 4
2. Runde: 215 Ringe (WR), Rang 1

### Schwimmen
100 m Freistil
- Per Olsen
Vorläufe: in Lauf 8 (Rang 5) mit 1:02,1 min nicht für die Halbfinalläufe qualifiziert

400 m Freistil
- Per Olsen
Vorläufe: in Lauf 5 (Rang 5) mit 5:08,6 min nicht für die Halbfinalläufe qualifiziert

- Roar Woldum
Vorläufe: in Lauf 6 (Rang 4) mit 5:14,4 min nicht für die Halbfinalläufe qualifiziert

1500 m Freistil
- Roar Woldum
Vorläufe: in Lauf 6 (Rang 7) mit 21:19,5 min nicht für das Finale qualifiziert

100 m Rücken
- Tom Pettersen
Vorläufe: in Lauf 3 (Rang 7) mit 1:15,4 min nicht für die Halbfinalläufe qualifiziert

### Segeln
Finn-Dinghy
- Morits Skaugen
Finale: 4073 Punkte, Rang 6
Rennen 1: 1247 Punkte, 1:20:18 H, Rang 02
Rennen 2: 0269 Punkte, 1:50:12 H, Rang 19
Rennen 3: Rennen nicht beendet
Rennen 4: 0293 Punkte, 1:25:34 H, Rang 18
Rennen 5: 0372 Punkte, 1:32:03 H, Rang 15
Rennen 6: 1548 Punkte, 1:22:53 H, Rang 01
Rennen 7: 0344 Punkte, 1:29:16 H, Rang 16

Drachen
- Håkon Barfod, Sigve Lie und Thor Thorvaldsen
Finale: 6130 Punkte, Rang 1 
Rennen 1: 1031 Punkte, 2:49:33 H, Rang 2
Rennen 2: 1331 Punkte, 3:29:50 H, Rang 1
Rennen 3: 0337 Punkte, 2:45:54 H, Rang 9
Rennen 4: 1331 Punkte, 3:11:12 H, Rang 1
Rennen 5: 0553 Punkte, 3:03:35 H, Rang 6
Rennen 6: 0553 Punkte, 3:01:35 H, Rang 6
Rennen 7: 1331 Punkte, 3:41:27 H, Rang 1

5,5-m-R-Klasse
- Børre Falkum-Hansen, Vibeke Lunde und Peder Lunde senior
Finale: 5325 Punkte, Rang 2 
Rennen 1: 1004 Punkte, 2:39:11 H, Rang 02
Rennen 2: 0606 Punkte, 3:24:53 H, Rang 05
Rennen 3: 1004 Punkte, 2:33:48 H, Rang 02
Rennen 4: 1004 Punkte, 3:01:50 H, Rang 02
Rennen 5: 0305 Punkte, 3:04:02 H, Rang 10
Rennen 6: 1004 Punkte, 2:48:16 H, Rang 02
Rennen 7: 0703 Punkte, 3:23:46 H, Rang 04

6-m-R-Klasse
- Tor Arneberg, Finn Ferner, Johan Ferner, Erik Heiberg und Carl Mortensen
Finale: 4648, Rang 2 
Rennen 1: 1142 Punkte, 2:28:43 H, Rang 01
Rennen 2: 0540 Punkte, 3:19:31 H, Rang 04
Rennen 3: 0841 Punkte, 2:29:04 H, Rang 02
Rennen 4: 0540 Punkte, 2:48:50 H, Rang 04
Rennen 5: 0141 Punkte, 2:51:56 H, Rang 10
Rennen 6: 1142 Punkte, 2:32:57 H, Rang 01
Rennen 7: 0443 Punkte, 3:05:57 H, Rang 05

### Turnen

#### Männer
Einzelmehrkampf
| Rang | Name             | Punkte (Rang) je Disziplin | Punkte (Rang) je Disziplin | Punkte (Rang) je Disziplin | Punkte (Rang) je Disziplin | Punkte (Rang) je Disziplin | Punkte (Rang) je Disziplin | Punkte total |
| Rang | Name             | Boden                      | Sprung                     | Barren                     | Reck                       | Ringe                      | Pferd                      | Punkte total |
| ---- | ---------------- | -------------------------- | -------------------------- | -------------------------- | -------------------------- | -------------------------- | -------------------------- | ------------ |
| 76   | Mathias Jamtvedt | 17,80 (62)                 | 18,55 (31)                 | 17,65 (96)                 | 17,40 (83)                 | 17,45 (94)                 | 15,25 (125)                | 104,10       |
| 82   | Alf Olsen        | 17,65 (69)                 | 18,15 (79)                 | 18,15 (57)                 | 17,85 (63)                 | 17,40 (100)                | 14,15 (139)                | 103,35       |
| 84   | Alf Nørgaard     | 16,25 (132)                | 18,30 (65)                 | 17,25 (111)                | 17,25 (89)                 | 17,90 (73)                 | 16,20 (104)                | 103,15       |
| 92   | Arne Knudsen     | 18,00 (51)                 | 18,10 (83)                 | 16,80 (124)                | 17,00 (98)                 | 17,10 (106)                | 15,30 (123)                | 102,30       |
| 94   | Georg Johansen   | 18,15 (41)                 | 18,40 (44)                 | 17,25 (111)                | 16,75 (109)                | 17,75 (84)                 | 13,75 (144)                | 102,05       |
| 107  | Odd Lie          | 17,40 (84)                 | 18,35 (54)                 | 16,65 (128)                | 15,10 (148)                | 17,80 (79)                 | 14,70 (134)                | 100,00       |
| 120  | Magne Kleiven    | 16,10 (140)                | 17,40 (123)                | 15,60 (153)                | 15,20 (145)                | 17,80 (79)                 | 16,40 (97)                 | 98,50        |
| 140  | Ernst Madland    | 16,80 (108)                | 16,90 (142)                | 16,75 (126)                | 11,75 (167)                | 16,85 (111)                | 15,30 (123)                | 94,35        |

Mannschaftsmehrkampf
- Mathias Jamtvedt, Georg Johansen, Magne Kleiven, Arne Knudsen, Odd Lie, Ernst Madland, Alf Nørgaard und Alf Olsen
Finale: 525,30 Punkte (263,75 Punkte Pflicht - 261,55 Punkte Kür), Rang 14

#### Frauen
Einzelmehrkampf
- Norveig Karlsen
Finale: 64,01 Punkte (30,72 Punkte Pflicht - 33,29 Punkte Kür), Rang 116
Bodenturnen: 16,50 Punkte (8,10 Punkte Pflicht - 8,40 Punkte Kür), Rang 115
Pferdsprung: 17,76 Punkte (8,93 Punkte Pflicht - 8,83 Punkte Kür), Rang 65
Schwebebalken: 14,69 Punkte (7,16 Punkte Pflicht - 7,53 Punkte Kür), Rang 123
Stufenbarren: 15,06 Punkte (6,53 Punkte Pflicht - 8,53 Punkte Kür), Rang 121

- Bergljot Sandvik-Johansen
Finale: 64,56 Punkte (32,15 Punkte Pflicht - 32,41 Punkte Kür), Rang 113
Bodenturnen: 16,76 Punkte (8,40 Punkte Pflicht - 8,36 Punkte Kür), Rang 103
Pferdsprung: 16,89 Punkte (8,53 Punkte Pflicht - 8,36 Punkte Kür), Rang 104
Schwebebalken: 14,99 Punkte (7,46 Punkte Pflicht - 7,53 Punkte Kür), Rang 121
Stufenbarren: 15,92 Punkte (7,76 Punkte Pflicht - 8,16 Punkte Kür), Rang 112

- Grethe Werner
Finale: 64,38 Punkte (32,49 Punkte Pflicht - 31,89 Punkte Kür), Rang 114
Bodenturnen: 17,20 Punkte (8,40 Punkte Pflicht - 8,80 Punkte Kür), Rang 82
Pferdsprung: 17,63 Punkte (8,93 Punkte Pflicht - 8,70 Punkte Kür), Rang 74
Schwebebalken: 15,36 Punkte (7,53 Punkte Pflicht - 7,83 Punkte Kür), Rang 116
Stufenbarren: 14,19 Punkte (7,63 Punkte Pflicht - 6,56 Punkte Kür), Rang 129